# Sztrofoid

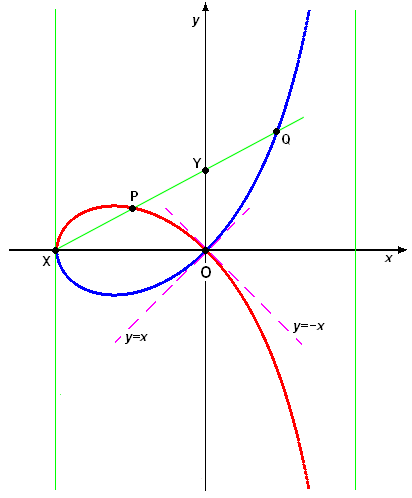
Sztrofoid

A sztrofoid (a görög στροφή – hurokból) harmadrendű algebrai görbe. Szerkesztése az ábra jelöléseivel:
Egy x,y derékszögű koordináta-rendszerben vegyünk fel a negatív x-tengelyen agy tetszőleges X pontot. Az X pontból húzzunk egy egy (zöld) egyenest, mely az y-tengelyt Y pontban metszi. Az OY távolságot mérjük rá a zöld egyenesre az Y ponttól két irányban, ezzel kijelöljük a P és Q pontot, melyekre igaz: PY=YP=OY. A P és Q pontok mértani helye a sztrofoid görbe.

## Egyenlete
Egyenlete derékszögű koordináta-rendszerben:
{\displaystyle x^{2}\left(a+x\right)+y^{2}\left(x-a\right)=0,\ \ a>0\,},
ahol a a csúcspont és az origó távolsága, vagy más alakban:
{\displaystyle y=\pm x{\sqrt {\frac {a+x}{a-x}}}\,\!}.
Paraméteres egyenlete:
{\displaystyle {\begin{cases}x=a\left({\frac {u^{2}-1}{u^{2}+1}}\right)\\y=au\left({\frac {u^{2}-1}{u^{2}+1}}\right)\\\end{cases}}},
ahol
{\displaystyle u=\operatorname {tg} \varphi \,\!}.
Polárkoordinátákkal:
{\displaystyle \rho =-{\frac {a\cos 2\varphi }{\cos \varphi }}\,\!}.

## Tulajdonságai
A koordináta-rendszer kezdőpontja, az (O pont), a görbe szinguláris pontja, ahol a görbe érintői az x=y és x=-y egyenesek. 
Az x=a egyenes a görbe aszimptotája. 
A görbe csúcspontja a (-a,0) pont.
A hurok területe: 
{\displaystyle T_{1}=2a^{2}-\pi {\frac {a^{2}}{2}}},
a görbe és az aszimptota közötti terület:
{\displaystyle T_{2}=T_{1}=2a^{2}-\pi {\frac {a^{2}}{2}}}.

## Története
A sztrofoidot először Gilles de Roberval tanulmányozta 1645-ben. Ő ezt a görbét pteroidnak (görögül πτερον=szárny) nevezte. A sztrofoid nevet 1849-ben kapta.